# Enric de Marcy
Enric de Marcy (o Henri Settimo de Marcy ) (Borgonya, voltant 1136 - Arràs, 1r de gener de 1189) va ser un prelat cistercenc francès de l'abadia d'Hautecombe (1160) i després abat de Claravall (1176-1179). Va ser nomenat cardenal bisbe d'Albano al Concili del Laterà III en 1179 i posteriorment legat papal el (1181). Va ser una figura important en la lluita de l'Església Catòlica Romana contra el catarisme i el valdeisme al segle xii.

## Biografia
Va néixer d'una família noble al Castell de Marcy (Castro Marsiaco), a prop de l'abadia de Cluny; va ingressar molt jove com a monjo a l'abadia de Claravall. Ell demostra una gran maduresa i el 1160 és nomenat abat de l'abadia d'Hautecombe, a Savoia, només quatre anys després de ser ordenat sacerdot. Després d'haver governat l'abadia durant quinze anys, és elegit el 1176 abat de Claravall.

### La missió de 1178 en Llenguadoc
El 1177, el comte Ramon V de Tolosa es dirigeix al rei de França per a denunciar el progrés dels càtars en els seus territoris i reclama la seva intervenció armada. Es nomenen missioners per erradicar l'heretgia: el legat papal Pere de Sant Crisògon; els arquebisbes de Bourges i de Narbona, els bisbes de Bath i de Poitiers, i Jean de Bellesmains. El cronista Roger d'Hoveden els acompanya. Al setembre, el comte de Tolosa, va escriure una carta al Capítol General de l'Orde del Cister, que va encarregar a Enric de Marcy el càrrec de reunir als missioners.
Enric està a favor de la lluita contra l'heretgia mitjançant el suport de la missió de predicació pel braç secular, com ho demostren dues cartes enviades a la primavera de 1178 al rei de França i al Papa. Aquest mateix any es va unir a altres missioners que van arribar a Tolosa i són rebuts amb esbroncades. Després d'una predicació pública, aconsegueixen la conversió del perfect Pierre Maurand que es sotmet a la penitència pública. Dos altres perfectes, Raimond de Baimiac i Bernard Raymond són excomunicats després de parlar amb Enric en un debat públic. Ramon V de Tolosa pronuncia l'expulsió dels seus territoris de tots els heretges convençuts. Altres càtars es retiren amb cura dels debats. Després, Enric es va anar amb el bisbe de Bath cap a Albi per a instar al vescomte Roger II Trencavell per alliberar al bisbe d'Albi, que estava empresonat. Roger, que obertament protegeix als càtars, no ho fa, i els dos homes se'n van cap a Castres, on es troben amb la família del vescomte i prediquen la fe catòlica en aquesta ciutat de majoria càtara. El vescomte va ser excomunicat en nom del legat papal i dels reis de França i Anglaterra.
De tornada a Claravall, Enric va fer la translació del cos de Sant Bernat de Claravall, que és ficat en una tomba de marbre darrere de l'altar de la Verge. Va convèncer a Enric el Liberal, el comte de Xampanya, a prendre la creu amb altres senyors.
La seu episcopal de Tolosa queda vacant i Enric és proposat per ocupar el lloc, però rebutja l'oferta.

### La croada de 1181 contre els albigesos
El 1179 va anar al Concili del Laterà III, on va ser nomenat cardenal bisbe d'Albano pel Papa Alexandre III. A la primavera de 1181, el Papa el va nomenar legat a França per dur a terme els decrets del concili contra els heretges (cànon 27). Ell aixeca un exèrcit i al juny va començar el setge al castell de La Vaur, que és lliurat després d'una mica de resistència per Adelaida de Tolosa, l'esposa de Roger II Trencavell. Ella es sotmet i fa la promesa amb els seus vassalls de renunciar l'heretgia. El cronista Gaufred de Vigeois escriu que després que l'expedició dels croats es retiressin, la seva acció no va tenir cap efecte sobre l'heretgia.
Després de completar la campanya, el cardenal Enric agafa el camí cap a Velai i fa un consell el 15 de setembre a Lo Puèi de Velai en presència dels bisbes de Poitiers, Puèi, Magalona i Lodeva. Els dos perfectes, Raimond de Baimiac i Bernard Raymond, que van ser arrestats a La Vaur, apareixen davant del consell i es retracten. Al mes de desembre Enric arriba a Vasats, on realitza el consell de la província d'Auch. És a Saintes el 9 de gener de 1182 i després, el 28 de febrer presideix a Llemotges el consell de les províncies de Bourges i de Bordeus. Arriba a el 1r d'abril a Poitiers i a continuació es trasllada a París, on va ser un dels mediadors de la pau conclosa el 1182 entre el rei de França i comte de Flandes. Al 19 de maig, en la pregària del bisbe de París, Enric va fer la dedicació de la Catedral de Notre-Dame.

### La predicació de la Tercera Croada
Després de presidir el Capítol General del Cister, va tornar a Roma a finals de 1182. És a Velletri a principis de febrer del 1183, on recolza la constitució del papa Luci III. Encara estava a Itàlia el 1185, ja que està present en la mort del papa Luci, que va tenir lloc a Verona al 24 de novembre] d'aquell any. També assisteix a la mort del Papa Urbà III, que va morir a Ferrara el 9 d'octubre de 1187, segons diu la llegenda durant l'anunci de la captura de Jerusalem.
Enric va intuir que seria elegit Papa, però va declinar l'oferta i va ser nomenat legat a França i Alemanya pel nou papa Gregori VIII per a predicar la Tercera Croada a partir del 29 d'octubre de 1187. Primer es va dirigir a l'emperador Federic I qui li va donar la benvinguda a canvi que la resta de sobirans europeus també s'unissin a la croada. A continuació, va passar a França i va aconseguir reunir-se a Gisors amb Felip II de França, Enric II d'Anglaterra i amb Felip d'Alsàcia, que obliden les seves picabaralles i es comprometen amb la creu. Va tornar a Alemanya amb Josse, arquebisbe de Tir, per a sol·licitar a l'emperador a prendre la creu. Ell assisteix a la conferència d'Yvois entre Frederic i el rei de França. Després d'aquesta entrevista, l'emperador reuneix una dieta a Magúncia el 27 de març de 1188, i el legat viatja per tot Alemanya per a predicar la croada. A la Dieta de Magúncia, li va donar la creu a l'emperador i a seixanta-vuit prínceps de l'imperi. Ell porta a terme un sínode a Lieja on va predicar contra la simonia i convenç al bisbe Raúl de Zähringen per unir-se a la croada.
A Flandes, Enric va treballar per a reconciliar a Enric II i a Felip II, que van reprendre la guerra, per a evitar que el conflicte interfereixi amb els seus plans.
Després de la conferència de Bonsmoulins, diòcesi de Sées, del 18 de novembre de 1188, va excomunicar a Ricard Cor de Lleó, que era el fill del rei d'Anglaterra i que estava aliat amb el rei de França en contra del seu pare i, per tant, era un obstacle per a la sortida croada dels dos reis. Després d'aquest acte de força, Enric va tornar a Flandes i aviat mor a Arràs, al 1r de gener de 1189, abans de finalitzar aquesta guerra.

## Obres
La vida activa d'Enric no li va permetre escriure massa, però se sap que va fer un tractat titulat «De peregrinante civitate Dei, des lettres et des sermons».

## Conclave
Durant el seu període de cardenal, Enric de Marcy va participar en quatre conclaves:
- conclave de 1181, on s'elegeix al Papa Luci III
- conclave de 1185, on s'elegeix al Papa Urbà III
- conclave de 1187 (octubre), on s'elegeix al Papa Gregori VIII
- conclave de 1187 (desembre), on s'elegeix al Papa Climent III